# Bom Despacho (kommun)
Bom Despacho är en kommun i Brasilien.   Den ligger i delstaten Minas Gerais, i den sydöstra delen av landet, 500 km sydost om huvudstaden Brasília. Antalet invånare är 45 626.
Följande samhällen finns i Bom Despacho:
- Bom Despacho

Omgivningarna runt Bom Despacho är huvudsakligen savann. Runt Bom Despacho är det ganska glesbefolkat, med 42 invånare per kvadratkilometer.